# Upland (Califórnia)
Upland é uma cidade localizada no estado americano da Califórnia, no condado de San Bernardino. Foi incorporada em 15 de maio de 1906.

## Geografia
De acordo com o United States Census Bureau, a cidade tem uma área de 40,5 km², onde 40,4 km² estão cobertos por terra e 0,1 km² por água.

### Localidades na vizinhança
O diagrama seguinte representa as localidades num raio de 16 km ao redor de Upland.

## Demografia
Segundo o censo nacional de 2010, a sua população é de 73 732 habitantes e sua densidade populacional é de 1 822,54 hab/km². Possui 27 355 residências, que resulta em uma densidade de 676,17 residências/km².